# Sedm Dvorů
Sedm Dvorů (deutsch Siebenhöfen) ist ein Gemeindeteil von Moravský Beroun (deutsch Bärn) im Bezirk Olmütz in Tschechien.

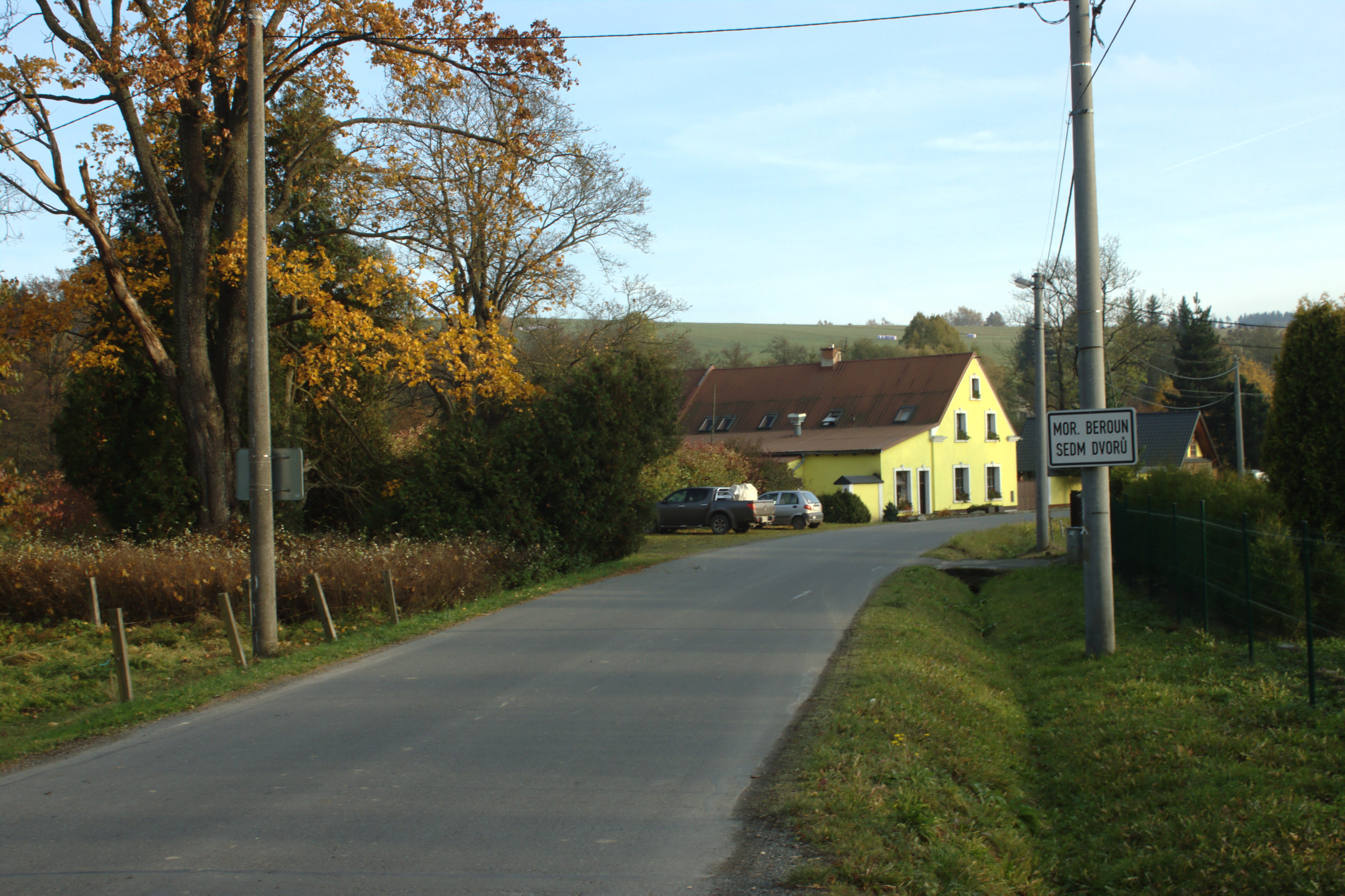
Ortseinfahrt

Das Dorf liegt circa einen Kilometer südlich von Bärn an der Landstraße 44441 unterhalb der Mündung des Důlní potok in die Bystřice.

## Geschichte
Nach der Unterzeichnung des Münchner Abkommens im September 1938 wurde Siebenhöfen dem Deutschen Reich zugeschlagen und gehörte bis 1945 zum Landkreis Bärn.
Die deutschen Bewohner wurden 1945 enteignet und größtenteils vertrieben. 1960 erfolgte die Eingemeindung nach Moravský Beroun.